# Gerardo Torrado
Gerardo Torrado Díez de Bonilla (Mexico-Stad, 30 april 1979) is een Mexicaans voetballer die bij voorkeur als verdedigende middenvelder speelt. Hij tekende voor het seizoen 2005/06 een contract bij Cruz Azul. Sinds hij in juni 1999 debuteerde als Mexicaans international speelde hij bijna honderdvijftig interlands.

## Clubcarrière
Torrado begon als profvoetballer bij Pumas UNAM in 1997. In zijn derde seizoen bij deze club werd Torrado een vaste waarde en kwam hij tot dertig competitieduels. Daarna vertrok hij naar Spanje om daar voor achtereenvolgens CD Tenerife (2000/01), Polideportivo Ejido (2001), Sevilla FC (2002-2004) en Racing de Santander (2004/05) te spelen. In juli 2005 keerde hij bij Cruz Azul terug in Mexico.

## Interlandcarrière
Torrado debuteerde als Mexicaans international op woensdag 9 juni 1999 in een vriendschappelijke wedstrijd tegen Argentinië (2-2). Hij moest in dat duel na 62 minuten plaatsmaken voor Juan Francisco Palencia. De middenvelder nam deel aan de Gold Cup, de Copa América, de Confederations Cup en het WK 2002, WK 2006 en WK 2010. De Gold Cup van 2003 en de Confederations Cup van 1999 werden door Mexico gewonnen. Op het WK 2002 scoorde Torrado in de groepsfase tegen Ecuador.

## Cluboverzicht
| Seizoen | Club                | Competitie         | Wedstrijden | Doelpunten |
| ------- | ------------------- | ------------------ | ----------- | ---------- |
| 1997/00 | Pumas UNAM          | Primera División   | 44          | 1          |
| 2000/01 | CD Tenerife         | Segunda División A | 37          | 1          |
| 2001/02 | Polideportivo Ejido | Segunda División A | 12          | 0          |
| 2001/04 | Sevilla FC          | Primera División   | 40          | 0          |
| 2004/05 | Racing Santander    | Primera División   | 19          | 0          |
| 2005–   | Cruz Azul           | Primera División   | 316         | 12         |

Laatst bijgewerkt op 24 april 2016.